# 메트로이드 프라임
《메트로이드 프라임》은 레트로 스튜디오스가 개발하고 닌텐도가 게임큐브용으로 배급한 액션 어드벤처 게임이다. 《메트로이드》 시리즈의 다섯 번째 게임이자 시리즈 최초로 3D 그래픽과 1인칭 시점을 사용한 작품이다. 2002년 11월 18일 북미에서 처음 출시됐으며, 하루 전에 출시된 《메트로이드 퓨전》과 함께 《슈퍼 메트로이드 (1994)》 이후 8년간의 공백기를 깨고 발매된 신작이었다.
《메트로이드 프라임》의 시간대는 《메트로이드》와 《메트로이드 II: 사무스의 귀환》의 사이이다.
이후 후속작으로 《메트로이드 프라임 2: 에코스 (2004)》와 《메트로이드 프라임 3: 커럽션 (2007)》이 출시됐으며, 2009년에 Wii로 발매된 합본 《메트로이드 프라임: 트릴로지》에 수록됐다. 2023년에 고해상도 리마스터판이 닌텐도 스위치로 발매됐다.

## 평가
| 통합 점수   | 통합 점수           |
| 통합사      | 점수                |
| ----------- | ------------------- |
| 메타크리틱  | 97/100 (70 reviews) |
| 평론 점수   |                     |
| 평론사      | 점수                |
| 올게임      | [ 2 ]               |
| 에지        | 9/10                |
| EGM         | 10/10               |
| 게임 인포머 | 9.5/10              |
| 게임스팟    | 9.7/10              |
| 게임스파이  | 96/100              |
| IGN         | 9.8/10              |
| 닌텐도 파워 | [ 9 ]               |

| 수상                           | 수상                                                                     |
| 평론사                         | 수상                                                                     |
| ------------------------------ | ------------------------------------------------------------------------ |
| IGN                            | Editor's Choice, 2002 Best GameCube Game 2002 Game of the Year runner-up |
| GameSpot                       | Editor's Choice, 2002 Game of the Year                                   |
| GameSpy                        | 2002 Game of the Year                                                    |
| Electronic Gaming Monthly      | Platinum Award, Game of the Year (2002)                                  |
| Nintendo Power                 | Game of the Year (2002)                                                  |
| Edge                           | Editor's Choice, 2002 Game of the Year                                   |
| Interactive Achievement Awards | Console First-Person Action (6th annual)                                 |
| Game Developers Choice Awards  | Game of the Year, Excellence in Level Design (2003)                      |

## 참조

### 주해
1. ↑  영어: Metroid Prime, 일본어: メトロイドプライム